# Bacher Béla
Bacher Béla (Budapest, 1890. június 24. – Budapest, 1960. március 4.) művészettörténész, Bacher Simon költő, író unokája. Nagybátyjai Bacher Vilmos orientalista, hebraista, rabbi, Pataki Bernát újságíró, szerkesztő és Bacher Emil közgazdász, a Viktória malomtröszt elnöke.

## Élete
Bacher Miksa (1855–1932) kereskedő és Schossberger Hermina (1863–1942) fia. Az első világháború idején főhadnagyi rangban szolgált. 1938-ban a pécsi Erzsébet Tudományegyetemen államtudományi doktorátust, 1952-ben a Budapesti Tudományegyetemen muzeológus és művészettörténeti oklevelet szerzett. 1951-től a Múzeumok és Műemlékek Országos Központjánál, 1953-tól a Szépművészeti Múzeumnál dolgozott, amelynek 1955-től első tudományos titkára volt. Szerkesztette a Szovjet Művészettörténet című folyóiratot. Kutatási területe az orosz és szovjet művészet, különösképpen a szobrászat. Bevezető tanulmánnyal látta el és szerkesztette Sztaszov Orosz művészet címmel 1955-ben magyar nyelven megjelent könyvét. Lefordította V. Sz. Kaufman A szovjet tematikus festészet 1917-től 1941-ig című művét. Cikkei megjelentek a Szépművészeti Múzeum Közleményeiben, a Természet és Társadalomban, a Szabad Művészetben és a Képzőművészeti és Iparművészeti Tudósítóban.

## Magánélete
Házastársa Deutsch Ede és Weisz Karolina lánya, Deutsch Alice (1895–1947) volt, akit 1914. április 2-án Budapesten, a Terézvárosban vett nőül. 1947-ben elváltak.
Gyermekei Bacher Emil és Bacher Edit.

## Főbb művei
- Verescsagin (Budapest, 1954)
- A szépművészeti Múzeum 1906–1956. Pogány Ö. Gáborral. (Budapest, 1957)
- Orosz szobrászat (posztumusz mű, Budapest, 1960)